# Geer Pouls

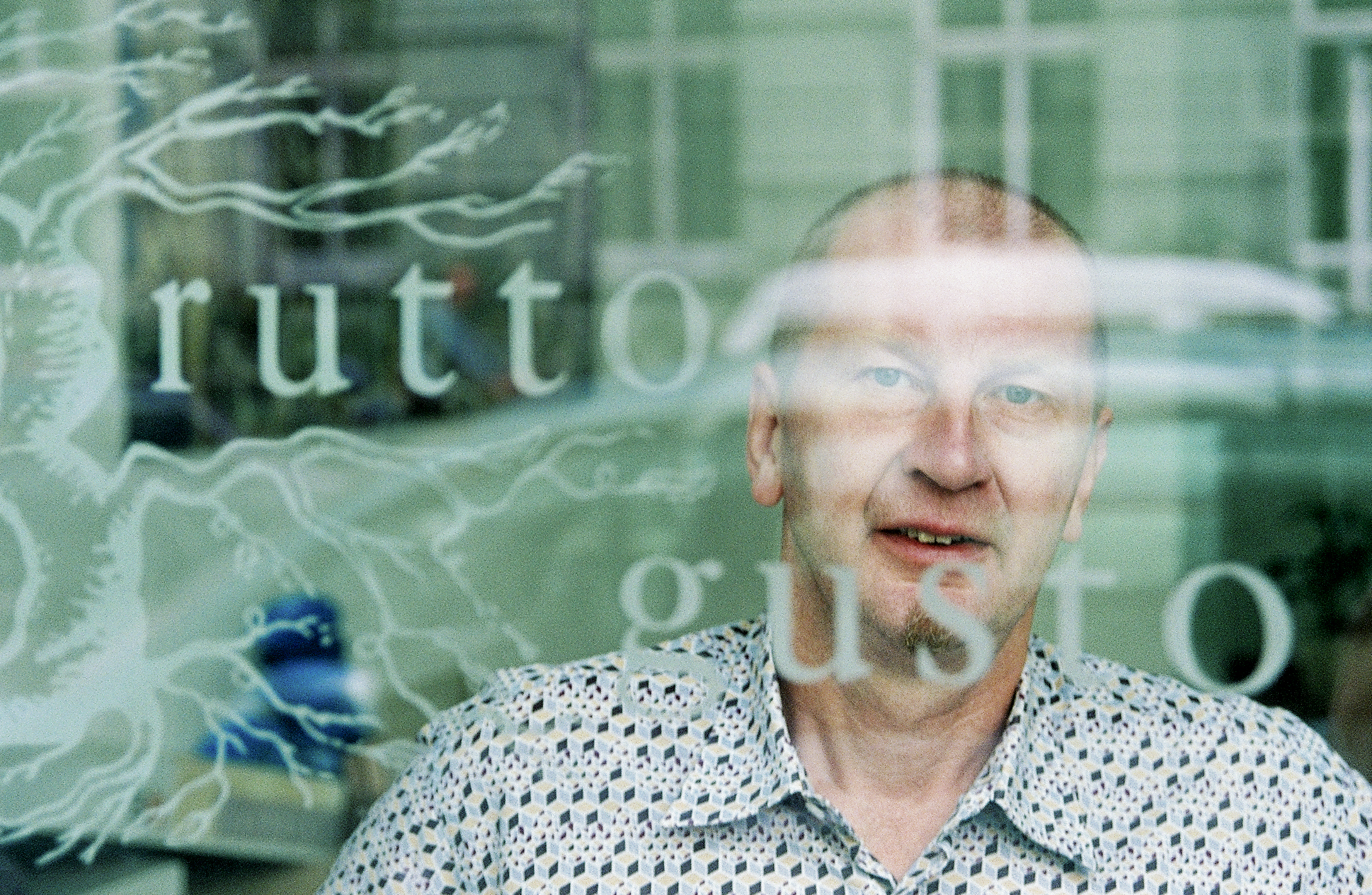
Geer Pouls (2012)

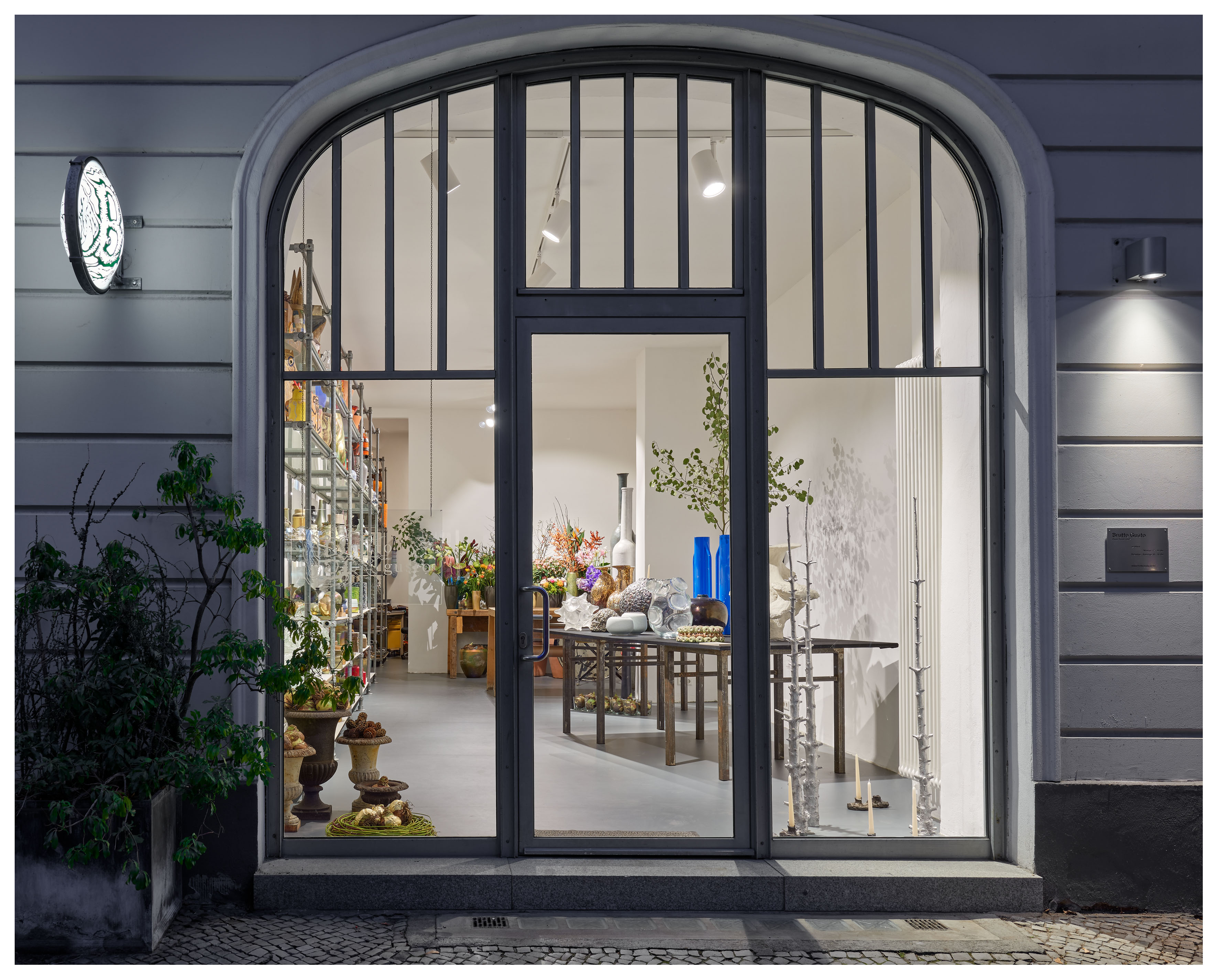
Brutto Gusto in Berlin-Charlottenburg (2020)

Geer Pouls (* 20. August 1952 in Venlo) ist ein niederländischer Künstler und Galerist.

## Leben
Geer Pouls studierte in Berlin, Tokio und Utrecht und arbeitete als freischaffender Künstler seit 1982.
Im Jahr 1988 gründete er Brutto Gusto eine Galerie bzw. einen Blumenladen in Rotterdam, wo in Zusammenarbeit mit Künstlern wie Piotr Nathan, Lawrence Weiner und Daan van Golden Projekte organisiert wurden.
Bei den Arbeiten und Projekten handelt es sich immer um das Verhältnis zur Natur, die Benutzung als Konsumware spielt eine wichtige Rolle.
Von 2007 bis 2020 arbeitete er zusammen mit Takayuki Tomita in Berlin-Mitte. Ab 1. November 2020 ist die Galerie umgezogen nach Berlin-Charlottenburg, Wielandstraße 34.

## Werke
Arbeiten von ihm gibt es in den Sammlungen des Stedelijk Museum, Amsterdam, des Museum Boijmans Van Beuningen, Rotterdam, dem Documenta-Archiv in Kassel und dem Museum für Moderne Kunst Arnhem sowie vielen öffentlichen und privaten Sammlungen.